# Свети Тријандафил и Спасо
Свети новомученици Тријандафил (1663 — 8. август 1680) и Спасо (у. 1794.) су мученици и светитељи Грчке православне цркве. 
Тријандафил  је рођен у Загори, а Спасо из Радовишта, обојица српског порекла. Тријандафила су Турци заробили док је радио као рибар. Био је мучен када је одбио да се одрекне своје хришћанске вере и пређе на ислам и на крају су га отмичари обезглавили. 
Обојица су страдали млади сведочећи веру у Исуса Христа, Тријандафил је страдао у Цариграду 1680. године, а Спасо на сличан начин у Солуну 1794. године.
Православна црква прославља заједно свете Тријандафила и Спаса 21(8) августа.